# Anna Schell
Anna Schell (Aschaffenburg, 3 agosto 1993) è una lottatrice tedesca, specializzata nella lotta libera.

## Palmarès
- Mondiali

Nur-Sultan 2019: bronzo nei 68 kg.
- Europei

Bucarest 2019: argento nei 72 kg.
Budapest 2022: oro nei 72 kg.